# وووخوو (استان اشوی‌داشکسیه)
وووخوو (به لهستانی: Włochów) یک منطقهٔ مسکونی در لهستان است که در گمینا ستانپورکوو واقع شده‌است. وووخوو ۲۸۰ نفر جمعیت دارد.